# Modsognir
Modsognir, auch Motsognir (altnordisch Módsognir beziehungsweise Mótsognir), ist in der nordischen Mythologie der erste Zwerg und wurde von den Göttern erschaffen.
Umstritten ist die Bedeutung des Namens, am ehesten könnte man ihn mit ‚der Müde, der Kraftlose‘ wiedergeben (von altnordisch modr und suga, vergleiche schwedisch dialektal modsugen ‚apathisch‘).
Die Völuspá (Vers 10 f.) beschreibt im Dvergatal Modsognir nicht nur als ersten, sondern auch als mächtigsten der Zwerge:
Da gingen die Berather zu den Richterstühlen,
Hochheilge Götter hielten Rath,
Wer schaffen sollte der Zwerge Geschlecht
Aus Brimirs Blut und blauen Gliedern.
Da ward Modsognir der mächtigste
Dieser Zwerge und Durin nach ihm.
Noch manche machten sie menschengleich
Der Zwerge von Erde, wie Durin angab.
Quellen darüber, ob Modsognir als König oder Anführer der Zwerge zu verstehen ist, liegen nicht vor.
Die Gylfaginning (Vers 14) ergänzt und verdeutlicht weiter. Danach war die Entstehung der Zwerge zunächst eng mit der Weltschöpfung verbunden. Zwerge waren zunächst wie Maden in Ymirs Fleisch und erhielten erst durch die Götter menschlichen Verstand und menschliche Gestalt. Ihr Leben fristeten sie jedoch wie vorher in der Erde und im Gestein.